# 胡安包蒂斯塔阿爾韋迪 (圖庫曼省)

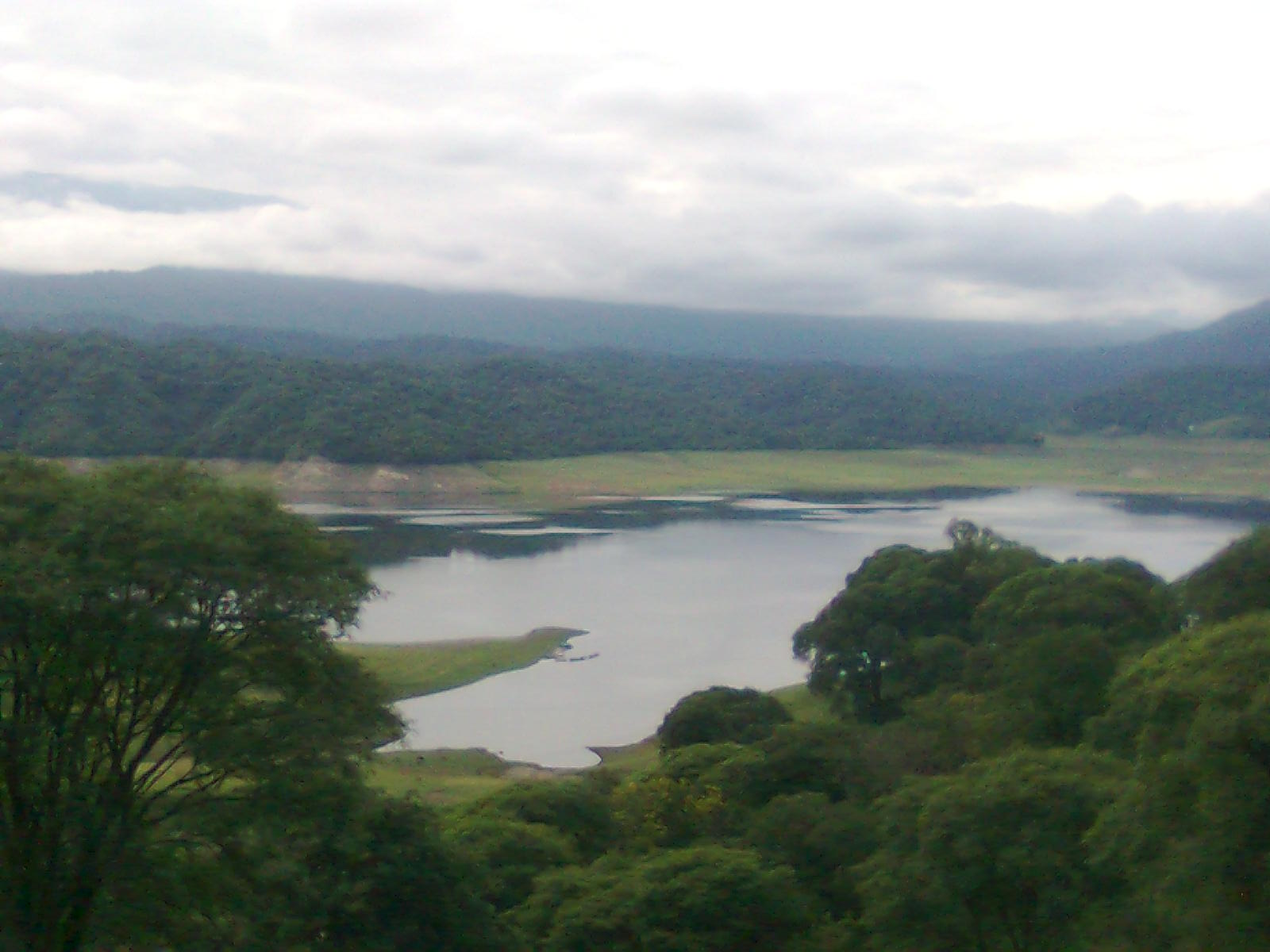
胡安包蒂斯塔阿爾韋迪

胡安包蒂斯塔阿爾韋迪（西班牙語：Juan Bautista Alberdi），是阿根廷的城鎮，位於該國北部圖庫曼省，是胡安包蒂斯塔阿爾韋迪縣的首府，始建於1888年11月26日，海拔高度342米，2010年人口18,430。
27°35′10″S 65°37′11″W / 27.58611°S 65.61972°W